# Leonhart Fuchs

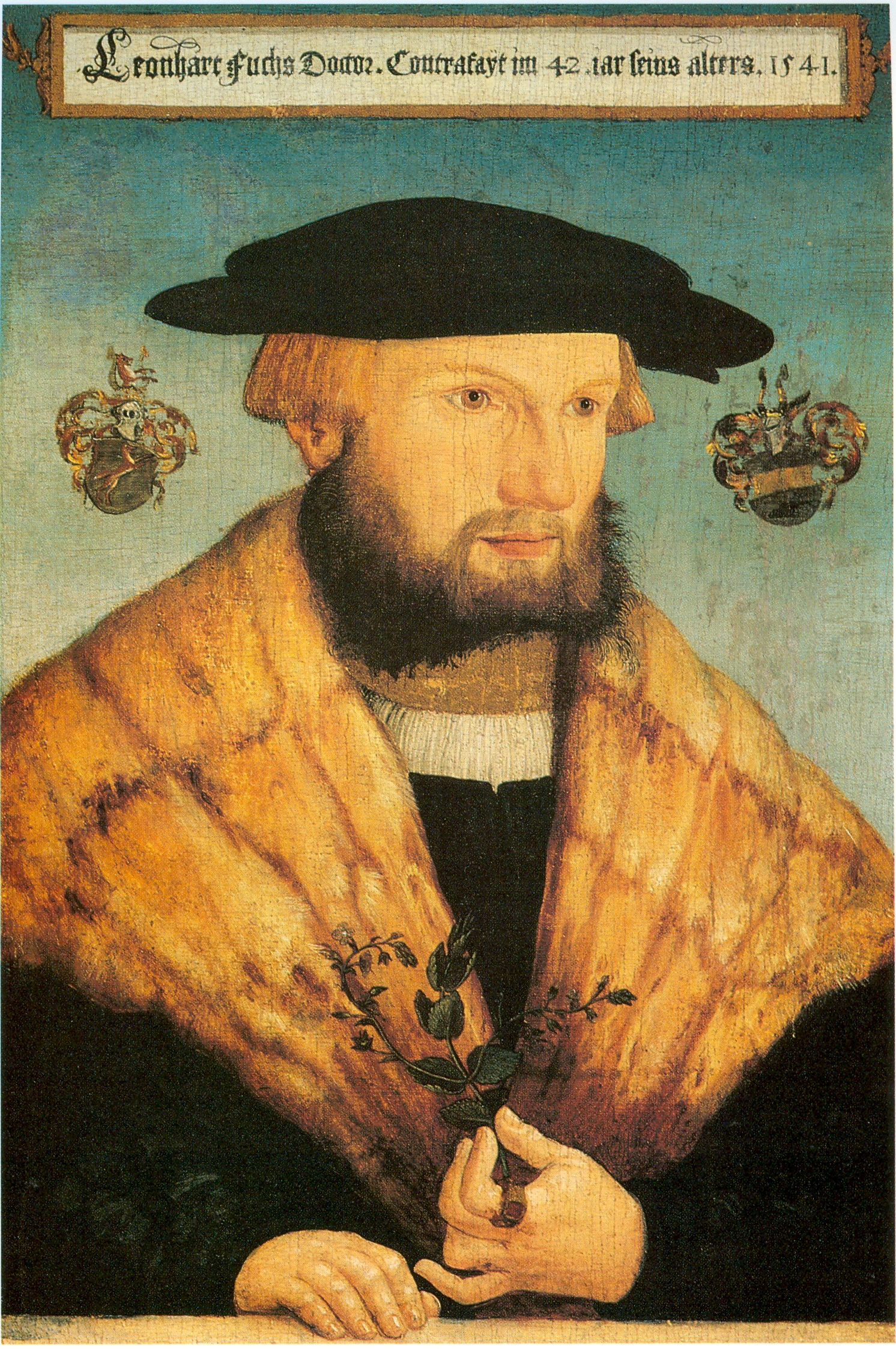
Leonhart Fuchs

Leonhart Fuchs (ur. 17 stycznia 1501 w Wemding koło Nördlingen, zm. 10 maja 1566 w Tybindze) – lekarz i botanik niemiecki, naturalista renesansowy. Wraz z Hieronimem Bockiem, Ottonem Brunfelsem i Valeriusem Cordusem zaliczany do wielkiej czwórki ojców niemieckiej botaniki.

## Życiorys
Studiował w Heilbronn i w Erfurcie. W 1524 r. w Ingolstadt uzyskał tytuł doktora, po czym na pewien czas zamieszkał w Monachium. W 1526 r. otrzymał katedrę medycyny na uniwersytecie w Ingolstadt, jednak po dwóch latach, gdy został lekarzem nadwornym Jerzego, margrabiego Brandenburgii, opuścił ją i osiadł w Ansbach. Miasto to opuścił później ze względów religijnych, przenosząc się w 1535 r. na zaproszenie księcia Ulryka do Tybingi, gdzie wziął udział w reformie tamtejszego uniwersytetu w duchu humanizmu. Jego głównym dziełem było De historia stirpium commentarii (1542, Bazylea), w którym opisał m.in. ok. 400 gatunków roślin występujących na terenie Niemiec.
Na jego cześć została w 1703 r. nazwana przez Charlesa Plumiera fuksja, odkryta przez tego ostatniego na wyspie Haiti w 1696 lub 1697 r..